# Niederhofen
Niederhofen ist eine Ortsgemeinde im Landkreis Neuwied im Norden von Rheinland-Pfalz. Sie gehört der Verbandsgemeinde Puderbach an.

## Geographische Lage

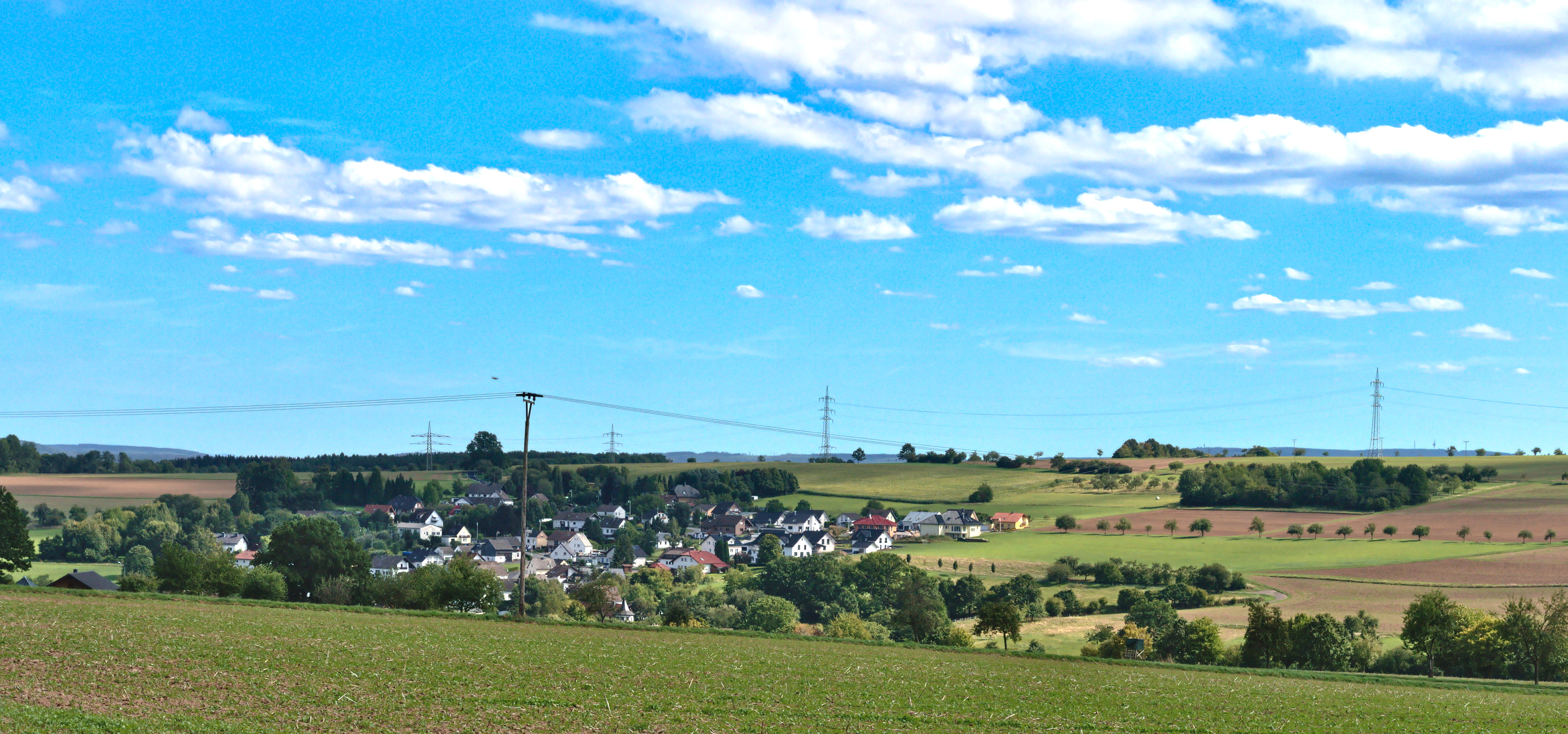
Ortslage aus Nordwesten gesehen

Der Ort liegt ein wenig abseits der großen Verkehrsadern südlich von Puderbach am Rande des Naturparks Rhein-Westerwald.

## Bevölkerungsentwicklung
Die Entwicklung der Einwohnerzahl von Niederhofen, die Werte von 1871 bis 1987 beruhen auf Volkszählungen: Angesichts des Wachstums um rund 50 Prozent in den ersten beiden Jahrzehnten des 21. Jahrhunderts wurde am Birkenweg ein Neubaugebiet geschaffen.
| Jahr | Einwohner |
| ---- | --------- |
| 1815 | 65        |
| 1835 | 100       |
| 1871 | 111       |
| 1905 | 121       |
| 1939 | 144       |
| 1950 | 175       |
| 1961 | 182       |

| Jahr | Einwohner |
| ---- | --------- |
| 1970 | 236       |
| 1987 | 243       |
| 1997 | 300       |
| 2005 | 346       |
| 2011 | 394       |
| 2017 | 437       |
| 2022 | 457       |

## Politik

### Bürgermeister
Stefan Vohl wurde am 25. Januar 2022 Ortsbürgermeister von Niederhofen. Er wurde im Juni 2024 wiedergewählt.
Die Vorgänger von Stefan Vohl waren Jürgen Kuhlmann (2014–2021) und Dieter Schmidt (1984–2014).

### Wappen
| Wappen von Niederhofen | Blasonierung: „In Gold über grünem Dreiberg ein sechsspeichiges rotes Mühlrad mit zwölf Schaufeln, beiderseits begleitet von je einer zweizeiligen grünen Ähre.“ |
| Wappen von Niederhofen | Wappenbegründung: Das Mühlrad und die Ähren verweisen auf die jahrhundertelang betriebene Getreidemühle zu Niederhofen, ursprünglich eine gräflich-wiedische Bannmühle für die sechs Dörfer des Kirchspiels Urbach. Der Dreiberg symbolisiert die Ortslage an den Talhängen des Kirchdorfer Baches. Die Farben Rot und Gold, die Wiedischen Wappenfarben deuten auf die einstige territoriale Zugehörigkeit. Das Wappen ist rechtsgültig seit dem 16. März 1981 nach einem Entwurf von Ernst Zeiler aus Raubach. |

## Verkehr
Die nächste Autobahnanschlussstelle ist Dierdorf an der Bundesautobahn 3. Der nächstgelegene ICE-Bahnhof ist in Montabaur an der Schnellfahrstrecke Köln–Rhein/Main.